# Circoscrizione Toscana (Camera dei deputati)
La circoscrizione Toscana è una circoscrizione elettorale italiana per l'elezione della Camera dei deputati.

## Storia e territorio
La circoscrizione venne istituita dalla legge Mattarella (legge 4 agosto 1993, n. 277) e sostituiva, accorpandole, le precedenti circoscrizione Firenze-Pistoia (o collegio di Firenze), circoscrizione Pisa-Livorno-Lucca-Massa Carrara (o collegio di Pisa) e circoscrizione Siena-Arezzo-Grosseto (o collegio di Siena), in vigore per tutte le elezioni politiche italiane dal 1948 al 1992. Fu confermata nelle successive legge Calderoli (legge 21 dicembre 2005, n. 270) e legge Rosato (legge 3 novembre 2017, n. 165).
Il territorio della circoscrizione coincide all'intera regione Toscana.

## Dal 1993 al 2005
Con la legge Mattarella alla circoscrizione spettavano 39 seggi, di cui 29 eletti con collegi uninominali a turno unico e 10 eletti con sistema proporzionale.
L'attribuzione dei primi 29 seggi avveniva in base a un sistema maggioritario a turno unico plurality: veniva eletto parlamentare il candidato che avesse riportato la maggioranza relativa dei suffragi nel collegio. I rimanenti 10 seggi erano invece assegnati con un metodo proporzionale. Pertanto l'elettore godeva di una scheda elettorale separata per l'attribuzione dei seggi residui, a cui accedevano solo i partiti che avessero superato la soglia di sbarramento nazionale del 4%. Il calcolo dei seggi spettanti a ciascuna lista veniva effettuata nel collegio unico nazionale mediante il metodo Hare dei quozienti naturali e dei più alti resti; tali seggi venivano poi ripartiti, in ragione delle percentuali delle singole liste a livello locale, fra le 26 circoscrizioni plurinominali in cui era suddiviso il territorio nazionale, e all'interno delle quali i singoli candidati - che potevano corrispondere a quelli presentatisi nei collegi uninominali - venivano proposti in un sistema di liste bloccate senza possibilità di preferenze. Il meccanismo era però integrato dal metodo dello scorporo, volto a dar compensazione ai partiti minori fortemente danneggiati dall'uninominale: successivamente alla determinazione della soglia di sbarramento, ma antecedentemente al riparto dei seggi, alle singole liste venivano decurtati tanti voti quanti ne erano serviti a far eleggere i vincitori nell'uninominale - cioè i voti del secondo classificato più uno - i quali erano obbligati a collegarsi a una lista circoscrizionale.

### Collegi uninominali
| Mappa | Collegio                         | Province e comuni          |
| --- | -------------------------------- | -------------------------- |
| | 1 - Firenze 1                    | Provincia di Firenze       |
| - Firenze | 1 - Firenze 1                    |                            |
| | 2 - Firenze 2                    | Provincia di Firenze       |
| - Firenze | 2 - Firenze 2                    |                            |
| | 3 - Firenze 3                    | Provincia di Firenze       |
| - Firenze | 3 - Firenze 3                    |                            |
| | 4 - Scandicci                    | Provincia di Firenze       |
| - Capraia e Limite - Lastra a Signa - Montelupo Fiorentino - Scandicci - Signa - Vinci | 4 - Scandicci                    |                            |
| | 5 - Sesto Fiorentino             | Provincia di Firenze       |
| - Barberino di Mugello - Calenzano - Campi Bisenzio - Sesto Fiorentino - Vaglia | 5 - Sesto Fiorentino             |                            |
| | 6 - Firenze - Pontassieve        | Provincia di Firenze       |
| - Borgo San Lorenzo - Dicomano - Fiesole - Firenze - Firenzuola - Londa - Marradi - Palazzuolo sul Senio - Pelago - Pontassieve - Rufina - San Godenzo - San Piero a Sieve - Scarperia - Vicchio | 6 - Firenze - Pontassieve        |                            |
| | 7 - Empoli                       | Provincia di Firenze       |
| - Castelfiorentino - Cerreto Guidi - Certaldo - Empoli - Fucecchio - Gambassi Terme - Montaione - Montespertoli | 7 - Empoli                       |                            |
| | 8 - Bagno a Ripoli               | Provincia di Firenze       |
| - Bagno a Ripoli - Barberino Val d'Elsa - Figline Valdarno - Greve in Chianti - Impruneta - Incisa in Val d'Arno - Reggello - Rignano sull'Arno - San Casciano in Val di Pesa - Tavarnelle Val di Pesa | 8 - Bagno a Ripoli               |                            |
| | 9 - Prato - Montemurlo           | Provincia di Prato         |
| - Cantagallo - Montemurlo - Prato - Vaiano - Vernio | 9 - Prato - Montemurlo           |                            |
| | 10 - Prato - Carmignano          | Provincia di Prato         |
| - Carmignano - Prato - Poggio a Caiano | 10 - Prato - Carmignano          |                            |
| | 11 - Pistoia                     | Provincia di Pistoia       |
| - Abetone - Agliana - Cutigliano - Montale - Pistoia - Piteglio - Quarrata - Sambuca Pistoiese - San Marcello Pistoiese - Serravalle Pistoiese | 11 - Pistoia                     |                            |
| | 12 - Montecatini Terme           | Provincia di Pistoia       |
| - Buggiano - Chiesina Uzzanese - Larciano - Lamporecchio - Marliana - Massa e Cozzile - Monsummano Terme - Montecatini Terme - Pescia - Pieve a Nievole - Ponte Buggianese - Uzzano | 12 - Montecatini Terme           |                            |
| | 13 - Montevarchi                 | Provincia di Arezzo        |
| - Bibbiena - Bucine - Capolona - Castel Focognano - Castelfranco di Sopra - Castel San Niccolò - Castiglion Fibocchi - Cavriglia - Chitignano - Chiusi della Verna - Laterina - Loro Ciuffenna - Montemignaio - Montevarchi - Ortignano Raggiolo - Pergine Valdarno - Pian di Scò - Poppi - Pratovecchio - San Giovanni Valdarno - Stia - Talla - Terranuova Bracciolini                                                               | 13 - Montevarchi                 |                            |
| | 14 - Arezzo                      | Provincia di Arezzo        |
| - Anghiari - Arezzo - Badia Tedalda - Caprese Michelangelo - Monterchi - Pieve Santo Stefano - Sansepolcro - Sestino - Subbiano | 14 - Arezzo                      |                            |
| | 15 - Cortona                     | Provincia di Arezzo        |
| - Castiglion Fiorentino - Civitella in Val di Chiana - Cortona - Foiano della Chiana - Lucignano - Marciano della Chiana - Monte San Savino | 15 - Cortona                     |                            |
| Provincia di Siena | 15 - Cortona                     |                            |
| - Cetona - Chianciano Terme - Chiusi - Montepulciano - Pienza - Rapolano Terme - San Casciano dei Bagni - Sarteano - Sinalunga - Torrita di Siena - Trequanda | 15 - Cortona                     |                            |
| | 16 - Siena                       | Provincia di Siena         |
| - Casole d'Elsa - Castellina in Chianti - Castelnuovo Berardenga - Colle di Val d'Elsa - Gaiole in Chianti - Monteriggioni - Poggibonsi - Radda in Chianti - Radicondoli - San Gimignano - Siena | 16 - Siena                       |                            |
| | 17 - Pontedera                   | Provincia di Pisa          |
| - Capannoli - Casale Marittimo - Castellina Marittima - Castelnuovo di Val di Cecina - Crespina - Guardistallo - Lajatico - Lari - Montecatini Val di Cecina - Montescudaio - Monteverdi Marittimo - Orciano Pisano - Palaia - Peccioli - Pomarance - Ponsacco - Pontedera - Riparbella - Santa Luce - Volterra | 17 - Pontedera                   |                            |
| | 18 - Massa Marittima             | Provincia di Grosseto      |
| - Arcidosso - Campagnatico - Castel del Piano - Castell'Azzara - Castiglione della Pescaia - Cinigiano - Civitella Paganico - Gavorrano - Massa Marittima - Monterotondo Marittimo - Montieri - Roccalbegna - Roccastrada - Santa Fiora - Scarlino - Seggiano - Semproniano | 18 - Massa Marittima             |                            |
| Provincia di Siena | 18 - Massa Marittima             |                            |
| - Abbadia San Salvatore - Asciano - Buonconvento - Castiglione d'Orcia - Chiusdino - Montalcino - Monteroni d'Arbia - Monticiano - Murlo - Piancastagnaio - Radicofani - San Giovanni d'Asso - San Quirico d'Orcia - Sovicille | 18 - Massa Marittima             |                            |
| | 19 - Grosseto                    | Provincia di Grosseto      |
| - Capalbio - Grosseto - Isola del Giglio - Magliano in Toscana - Manciano - Monte Argentario - Orbetello - Pitigliano - Scansano - Sorano | 19 - Grosseto                    |                            |
| | 20 - Carrara                     | Provincia di Massa-Carrara |
| - Aulla - Bagnone - Carrara - Casola in Lunigiana - Comano - Filattiera - Fivizzano - Fosdinovo - Licciana Nardi - Mulazzo - Podenzana - Pontremoli - Tresana - Villafranca in Lunigiana - Zeri | 20 - Carrara                     |                            |
| | 21 - Massa                       | Provincia di Massa-Carrara |
| - Massa - Montignoso | 21 - Massa                       |                            |
| Provincia di Lucca | 21 - Massa                       |                            |
| - Forte dei Marmi - Pietrasanta | 21 - Massa                       |                            |
| | 22 - Viareggio                   | Provincia di Lucca         |
| - Camaiore - Seravezza - Stazzema - Viareggio | 22 - Viareggio                   |                            |
| Provincia di Pisa | 22 - Viareggio                   |                            |
| - Vecchiano | 22 - Viareggio                   |                            |
| | 23 - Lucca                       | Provincia di Lucca         |
| - Lucca - Massarosa - Pescaglia | 23 - Lucca                       |                            |
| | 24 - Pisa                        | Provincia di Pisa          |
| - Calci - Pisa - San Giuliano Terme | 24 - Pisa                        |                            |
| | 25 - Capannori                   | Provincia di Lucca         |
| - Altopascio - Bagni di Lucca - Barga - Borgo a Mozzano - Camporgiano - Capannori - Careggine - Castelnuovo di Garfagnana - Castiglione di Garfagnana - Coreglia Antelminelli - Fabbriche di Vallico - Fosciandora - Gallicano - Giuncugnano - Minucciano - Molazzana - Montecarlo - Porcari - Piazza al Serchio - Pieve Fosciana - San Romano in Garfagnana - Sillano - Vagli Sotto - Vergemoli - Villa Basilica - Villa Collemandina | 25 - Capannori                   |                            |
| | 26 - Cascina                     | Provincia di Pisa          |
| - Bientina - Buti - Calcinaia - Cascina - Castelfranco di Sotto - Montopoli in Val d'Arno - San Miniato - Santa Croce sull'Arno - Santa Maria a Monte - Vicopisano | 26 - Cascina                     |                            |
| | 27 - Livorno-Collesalvetti       | Provincia di Livorno       |
| - Collesalvetti - Livorno | 27 - Livorno-Collesalvetti       |                            |
| | 28 - Livorno-Rosignano Marittimo | Provincia di Livorno       |
| - Cecina - Livorno - Rosignano Marittimo | 28 - Livorno-Rosignano Marittimo |                            |
| | 29 - Piombino                    | Provincia di Grosseto      |
| - Follonica | 29 - Piombino                    |                            |
| Provincia di Livorno | 29 - Piombino                    |                            |
| - Bibbona - Campiglia Marittima - Campo nell'Elba - Capoliveri - Capraia Isola - Castagneto Carducci - Marciana - Marciana Marina - Porto Azzurro - Portoferraio - Rio Marina - Rio nell'Elba - San Vincenzo - Sassetta - Suvereto | 29 - Piombino                    |                            |

### XII legislatura

#### Risultati elettorali
| Coalizioni                      | Liste                              | Proporzionale | Proporzionale | Proporzionale | Maggioritario | Maggioritario | Maggioritario |
| Coalizioni                      | Liste                              | Voti          | %             | Seggi         | Voti          | %             | Seggi         |
| ------------------------------- | ---------------------------------- | ------------- | ------------- | ------------- | ------------- | ------------- | ------------- |
| Progressisti                    | Partito Democratico della Sinistra | 882.223       | 33,65         | 3             | 1.273.338     | 49,57         | 29            |
| Progressisti                    | Rifondazione Comunista             | 265.490       | 10,13         | 1             | 1.273.338     | 49,57         | 29            |
| Progressisti                    | Partito Socialista Italiano        | 66.578        | 2,54          | -             | 1.273.338     | 49,57         | 29            |
| Progressisti                    | Federazione dei Verdi              | 61.951        | 2,36          | -             | 1.273.338     | 49,57         | 29            |
| Progressisti                    | Alleanza Democratica               | 35.696        | 1,36          | -             | 1.273.338     | 49,57         | 29            |
| Progressisti                    | La Rete                            | 35.246        | 1,34          | -             | 1.273.338     | 49,57         | 29            |
| Polo delle Libertà              | Forza Italia                       | 430.097       | 16,41         | 3             | 515.410       | 20,07         | -             |
| Polo delle Libertà              | Lega Nord                          | 56.482        | 2,15          | 1             | 515.410       | 20,07         | -             |
| Patto per l'Italia              | Partito Popolare Italiano          | 217.813       | 8,31          | 1             | 363.804       | 14,16         | -             |
| Patto per l'Italia              | Patto Segni                        | 156.254       | 5,96          | 1             | 363.804       | 14,16         | -             |
| Alleanza Nazionale              | Alleanza Nazionale                 | 285.603       | 10,89         | 1             | 319.344       | 12,43         | -             |
| Lista Pannella - Riformatori    | Lista Pannella - Riformatori       | 99.024        | 3,78          | -             | 56.614        | 2,20          | -             |
| Socialdemocrazia per le Libertà | Socialdemocrazia per le Libertà    | 18.902        | 0,72          | -             | 20.684        | 0,81          | -             |
| Insieme per lo Sviluppo         | Insieme per lo Sviluppo            | 10.282        | 0,39          | -             | 12.535        | 0,49          | -             |
| Partito per la Libertà          | Partito per la Libertà             | N.D.          | N.D.          | N.D.          | 4.887         | 0,19          | -             |
| Rinnovamento                    | Rinnovamento                       | N.D.          | N.D.          | N.D.          | 1.013         | 0,04          | -             |
| Rinascita Socialista            | Rinascita Socialista               | N.D.          | N.D.          | N.D.          | 975           | 0,04          | -             |
| Totale                          | Totale                             | 2.621.641     |               | 11            | 2.568.604     |               | 29            |

#### Eletti

##### Parte maggioritaria
Eletti nei Progressisti (PDS - PRC - FdV - PSI - Rete - AD - CS)
| Collegio                    | Deputato | Deputato                    | Partito  |
| --------------------------- | -------- | --------------------------- | -------- |
| Firenze 1                   |          | Luigi Berlinguer            | PDS      |
| Firenze 2                   |          | Sandra Bonsanti             | PDS      |
| Firenze 3                   |          | Valdo Spini                 | PSI      |
| Scandicci                   |          | Armando Cossutta            | PRC      |
| Sesto Fiorentino            |          | Pino Arlacchi               | PDS      |
| Firenze-Pontassieve         |          | Francesca Chiavacci         | PDS      |
| Empoli                      |          | Vassili Campatelli          | PDS      |
| Bagno a Ripoli              |          | Leonardo Domenici           | PDS      |
| Prato-Montemurlo            |          | Mauro Vannoni               | PDS      |
| Prato-Carmignano            |          | Silvano Gori                | AD       |
| Pistoia                     |          | Renzo Innocenti             | PDS      |
| Montecatini-Terme           |          | Galileo Guidi               | PDS      |
| Montevarchi                 |          | Sergio Garavini             | PRC      |
| Arezzo                      |          | Vasco Giannotti             | PDS      |
| Cortona                     |          | Enrico Boselli              | PSI      |
| Siena                       |          | Fabrizio Vigni              | PDS      |
| Pontedera                   |          | Giovanni Brunale            | PDS      |
| Massa Marittima             |          | Flavio Tattarini            | PDS      |
| Grosseto                    |          | Vincenzo Viviani            | PDS      |
| Carrara                     |          | Riccardo Canesi             | FdV      |
| Massa                       |          | Fabio Evangelisti           | PDS      |
| Viareggio                   |          | Carlo Carli                 | PSI      |
| Lucca                       |          | Domenico Maselli            | PDS (CS) |
| Pisa                        |          | Mauro Paissan               | FdV      |
| Capannori                   |          | Rosanna Moroni              | PRC      |
| Cascina                     |          | Maria Gloria Bracci Marinai | PDS      |
| Livorno-Collesalvetti       |          | Roberto Paggini             | AD       |
| Livorno-Rosignano Marittimo |          | Anna Maria Biricotti        | PDS      |
| Piombino                    |          | Fabio Mussi                 | PDS      |

##### Parte proporzionale
| Partito Democratico della Sinistra                                | Forza Italia                                          | Alleanza Nazionale | Rifondazione Comunista | Partito Popolare Italiano | Patto Segni         | Lega Nord           |
| ----------------------------------------------------------------- | ----------------------------------------------------- | ------------------ | ---------------------- | ------------------------- | ------------------- | ------------------- |
|                                                                   |                                                       |                    |                        |                           |                     |                     |
| - Elena Emma Cordoni - Gianfranco Rastrelli - Anna Maria Serafini | - Paolo Arata - Tina Lagostena Bassi - Umberto Cecchi | - Altero Matteoli  | - Nedo Barzanti        | - Stefania Fuscagni       | - Alberto Michelini | - Riccardo Fragassi |

### XIII legislatura

#### Risultati elettorali
| Coalizioni                    | Liste                              | Proporzionale | Proporzionale | Proporzionale | Maggioritario | Maggioritario | Maggioritario |
| Coalizioni                    | Liste                              | Voti          | %             | Seggi         | Voti          | %             | Seggi         |
| ----------------------------- | ---------------------------------- | ------------- | ------------- | ------------- | ------------- | ------------- | ------------- |
| L'Ulivo                       | Partito Democratico della Sinistra | 883.692       | 34,75         | 2             | 1.293.710     | 52,00         | 24            |
| L'Ulivo                       | Popolari per Prodi                 | 145.266       | 5,71          | -             | 1.293.710     | 52,00         | 24            |
| L'Ulivo                       | Rinnovamento Italiano              | 109.892       | 4,32          | -             | 1.293.710     | 52,00         | 24            |
| L'Ulivo                       | Federazione dei Verdi              | 50.412        | 1,98          | -             | 1.293.710     | 52,00         | 24            |
| Polo per le Libertà           | Alleanza Nazionale                 | 401.073       | 15,77         | 3             | 904.707       | 36,36         | 1             |
| Polo per le Libertà           | Forza Italia                       | 363.859       | 14,31         | 2             | 904.707       | 36,36         | 1             |
| Polo per le Libertà           | CCD-CDU                            | 121.282       | 4,77          | 1             | 904.707       | 36,36         | 1             |
| Progressisti                  | Rifondazione Comunista             | 316.569       | 12,45         | 1             | 199.837       | 8,03          | 4             |
| Lista Pannella-Sgarbi         | Lista Pannella-Sgarbi              | 48.720        | 1,92          | -             | N.D.          | N.D.          | N.D.          |
| Lega Nord                     | Lega Nord                          | 46.000        | 1,81          | 1             | 55.371        | 2,23          | -             |
| Partito Socialista            | Partito Socialista                 | 20.877        | 0,82          | -             | N.D.          | N.D.          | N.D.          |
| Fiamma Tricolore              | Fiamma Tricolore                   | 17.401        | 0,68          | -             | 20.537        | 0,83          | -             |
| Movimento Autonomista Toscano | Movimento Autonomista Toscano      | 8.627         | 0,34          | -             | N.D.          | N.D.          | N.D.          |
| Mani Pulite                   | Mani Pulite                        | 7.070         | 0,28          | -             | 8.138         | 0,33          | -             |
| Partito Umanista              | Partito Umanista                   | 2.390         | 0,09          | -             | 5.762         | 0,23          | -             |
| Totale                        | Totale                             | 2.543.130     |               | 10            | 2.488.062     |               | 29            |

#### Eletti

##### Parte maggioritaria
Eletti nell'Ulivo (PDS - P-S-P-U-P - RI - FdV)
     Eletti nei Progressisti (PRC)
     Eletti nel Polo per le Libertà (FI - AN - CCD-CDU)
| Collegio                    | Deputato        | Deputato             | Partito |
| --------------------------- | --------------- | -------------------- | ------- |
| Firenze 1                   |                 | Luigi Berlinguer     | PDS     |
| Firenze 2                   |                 | Lamberto Dini        | RI      |
| Firenze 3                   |                 | Valdo Spini          | PDS/FL  |
| Scandicci                   |                 | Lapo Pistelli        | PPI     |
| Sesto Fiorentino            |                 | Francesca Chiavacci  | PDS     |
| Firenze-Pontassieve         |                 | Marco Rizzo          | PRC     |
| Empoli                      |                 | Vassili Campatelli   | PDS     |
| Bagno a Ripoli              |                 | Leonardo Domenici    | PDS     |
| Bagno a Ripoli              | Michele Ventura | DS                   |         |
| Prato-Montemurlo            |                 | Mauro Vannoni        | PDS     |
| Prato-Carmignano            |                 | Rosanna Moroni       | PDS     |
| Pistoia                     |                 | Renzo Innocenti      | PDS     |
| Montecatini-Terme           |                 | Famiano Crucianelli  | PDS/CU  |
| Montevarchi                 |                 | Giorgio Malentacchi  | PRC     |
| Arezzo                      |                 | Vasco Giannotti      | PDS     |
| Cortona                     |                 | Rosy Bindi           | PPI     |
| Siena                       |                 | Fabrizio Vigni       | PDS     |
| Pontedera                   |                 | Giovanni Brunale     | PDS     |
| Massa Marittima             |                 | Flavio Tattarini     | PDS     |
| Grosseto                    |                 | Tiziana Parenti      | FI      |
| Carrara                     |                 | Elio Veltri          | PDS     |
| Massa                       |                 | Fabio Evangelisti    | PDS     |
| Viareggio                   |                 | Carlo Carli          | PDS/FL  |
| Lucca                       |                 | Domenico Maselli     | PDS/CU  |
| Pisa                        |                 | Mauro Paissan        | FDV     |
| Capannori                   |                 | Natale D'Amico       | FDV     |
| Cascina                     |                 | Alfredo Strambi      | PRC     |
| Livorno-Collesalvetti       |                 | Marco Susini         | PDS     |
| Livorno-Rosignano Marittimo |                 | Anna Maria Biricotti | PDS     |
| Piombino                    |                 | Fabio Mussi          | PDS     |

1. ↑  Eletto a seguito di elezioni suppletive nel 1999.

##### Parte proporzionale
| Partito Democratico della Sinistra     | Alleanza Nazionale                                    | Forza Italia                       | Rifondazione Comunista | CCD-CDU            | Lega Nord      |
| -------------------------------------- | ----------------------------------------------------- | ---------------------------------- | ---------------------- | ------------------ | -------------- |
|                                        |                                                       |                                    |                        |                    |                |
| - Elena Emma Cordoni - Laura Pennacchi | - Altero Matteoli - Riccardo Migliori - Luigi Martini | - Roberto Tortoli - Paolo Bonaiuti | - Eduardo Bruno        | - Giovanni Panetta | - Simone Gnaga |

### XIV legislatura

#### Risultati elettorali
| Coalizioni             | Liste                   | Proporzionale | Proporzionale | Proporzionale | Maggioritario | Maggioritario | Maggioritario |
| Coalizioni             | Liste                   | Voti          | %             | Seggi         | Voti          | %             | Seggi         |
| ---------------------- | ----------------------- | ------------- | ------------- | ------------- | ------------- | ------------- | ------------- |
| L'Ulivo                | Democratici di Sinistra | 770.063       | 30,92         | 3             | 1.420.881     | 57,43         | 27            |
| L'Ulivo                | La Margherita           | 334.875       | 13,45         | 1             | 1.420.881     | 57,43         | 27            |
| L'Ulivo                | Comunisti Italiani      | 57.222        | 2,30          | -             | 1.420.881     | 57,43         | 27            |
| L'Ulivo                | Il Girasole             | 49.777        | 2,00          | -             | 1.420.881     | 57,43         | 27            |
| Casa delle Libertà     | Forza Italia            | 540.252       | 21,69         | 3             | 906.121       | 36,62         | 2             |
| Casa delle Libertà     | Alleanza Nazionale      | 324.859       | 13,04         | 2             | 906.121       | 36,62         | 2             |
| Casa delle Libertà     | CCD-CDU                 | 56.445        | 2,27          | -             | 906.121       | 36,62         | 2             |
| Casa delle Libertà     | Nuovo PSI               | 24.440        | 0,98          | -             | 906.121       | 36,62         | 2             |
| Casa delle Libertà     | Lega Nord               | 14.232        | 0,57          | -             | 906.121       | 36,62         | 2             |
| Rifondazione Comunista | Rifondazione Comunista  | 172.483       | 6,93          | 1             | N.D.          | N.D.          | N.D.          |
| Italia dei Valori      | Italia dei Valori       | 62.022        | 2,49          | -             | 59.720        | 2,41          | -             |
| Lista Emma Bonino      | Lista Emma Bonino       | 50.874        | 2,04          | -             | 30.970        | 1,25          | -             |
| Democrazia Europea     | Democrazia Europea      | 25.991        | 1,04          | -             | 40.058        | 1,62          | -             |
| Comunismo              | Comunismo               | 5.244         | 0,21          | -             | 6.777         | 0,27          | -             |
| Abolizione Scorporo    | Abolizione Scorporo     | 1.574         | 0,06          | -             | N.D.          | N.D.          | N.D.          |
| Nuovo PSI              | Nuovo PSI               | N.D.          | N.D.          | N.D.          | 6.777         | 0,27          | -             |
| Totale                 | Totale                  | 2.490.353     |               | 10            | 2.474.190     |               | 29            |

#### Eletti

##### Parte maggioritaria
Eletti nell'Ulivo (DS - DL - Il Girasole - PdCI)
     Eletti nella Casa delle Libertà (FI - AN - CCD-CDU - NPSI)
| Collegio                    | Deputato             | Deputato            | Partito  |
| --------------------------- | -------------------- | ------------------- | -------- |
| Firenze 1                   |                      | Vannino Chiti       | DS       |
| Firenze 2                   |                      | Giovanni Bellini    | DS       |
| Firenze 3                   |                      | Valdo Spini         | DS       |
| Scandicci                   |                      | Lapo Pistelli       | DL (PPI) |
| Scandicci                   | Antonello Giacomelli | DL (PPI)            |          |
| Sesto Fiorentino            |                      | Roberto Villetti    | SDI      |
| Firenze-Pontassieve         |                      | Marco Rizzo         | PdCI     |
| Firenze-Pontassieve         | Severino Galante     | PdCI                |          |
| Empoli                      |                      | Alberto Fluvi       | DS       |
| Bagno a Ripoli              |                      | Michele Ventura     | DS       |
| Prato-Montemurlo            |                      | Andrea Lulli        | DS       |
| Prato-Carmignano            |                      | Franca Bimbi        | DL       |
| Pistoia                     |                      | Renzo Innocenti     | DS       |
| Montecatini-Terme           |                      | Famiano Crucianelli | DS       |
| Montevarchi                 |                      | Rolando Nannicini   | DS       |
| Arezzo                      |                      | Giuseppe Fanfani    | DL (PPI) |
| Cortona                     |                      | Rosy Bindi          | DL (PPI) |
| Siena                       |                      | Fabrizio Vigni      | DS       |
| Pontedera                   |                      | Marco Filippeschi   | DS       |
| Massa Marittima             |                      | Claudio Franci      | DS       |
| Grosseto                    |                      | Roberto Tortoli     | FI       |
| Carrara                     |                      | Gloria Buffo        | DS       |
| Massa                       |                      | Elena Emma Cordoni  | DS       |
| Viareggio                   |                      | Carlo Carli         | DS       |
| Lucca                       |                      | Altero Matteoli     | AN       |
| Pisa                        |                      | Ermete Realacci     | DL (Dem) |
| Capannori                   |                      | Raffaella Mariani   | DS       |
| Cascina                     |                      | Maura Cossutta      | PdCI     |
| Livorno-Collesalvetti       |                      | Marco Susini        | DS       |
| Livorno-Rosignano Marittimo |                      | Laura Pennacchi     | DS       |
| Piombino                    |                      | Fabio Mussi         | DS       |

1. ↑  In seguito ad elezioni suppletive.
2. ↑  In seguito ad elezioni suppletive.

##### Parte proporzionale
| Democratici di Sinistra                                 | Forza Italia                                             | La Margherita       | Alleanza Nazionale                  | Rifondazione Comunista |
| ------------------------------------------------------- | -------------------------------------------------------- | ------------------- | ----------------------------------- | ---------------------- |
|                                                         |                                                          |                     |                                     |                        |
| - Marida Bolognesi - Gonario Nieddu - Beatrice Magnolfi | - Denis Verdini - Paolo Bonaiuti - Monica Stefania Baldi | - Pierluigi Mantini | - Riccardo Migliori - Luigi Martini | - Ramon Mantovani      |

## Dal 2005 al 2017
Con la legge elettorale Calderoli, alla circoscrizione Toscana spettano 38 seggi eletti con sistema proporzionale.
Il sistema di assegnazione dei seggi avviene a seguito della attribuzione, nel collegio elettorale unico (escluso quindi la circoscrizione Estero), di un premio di maggioranza di 340 seggi alla coalizione vincente a livello nazionale (con soglie di sbarramento, limitazioni ecc.) e alla successiva suddivisione dei seggi guadagnati da ogni lista fra le varie circoscrizioni, in proporzione ai voti ottenuti da ogni lista locale.
Nel compiere tale riparto, essendo fisso e immutabile il numero totale di seggi assegnati a ogni lista, può verificarsi la necessità di variare il numero di seggi originariamente attribuiti alle singole circoscrizioni elettorali.

### XV legislatura

#### Risultati elettorali
|                               | L'Ulivo                                           | 1 083 424 | 43,26 | 18 |  |  |  |  |  |
|                               | Partito della Rifondazione Comunista              | 205 344   | 8,20  | 3  |  |  |  |  |  |
|                               | Partito dei Comunisti Italiani                    | 86 176    | 3,44  | 1  |  |  |  |  |  |
|                               | Rosa nel Pugno                                    | 60 103    | 2,40  | 1  |  |  |  |  |  |
|                               | Federazione dei Verdi                             | 44 163    | 1,76  | 1  |  |  |  |  |  |
|                               | Italia dei Valori                                 | 36 299    | 1,45  | 1  |  |  |  |  |  |
|                               | Partito Pensionati                                | 14 285    | 0,57  | –  |  |  |  |  |  |
|                               | Popolari UDEUR                                    | 9 940     | 0,40  | –  |  |  |  |  |  |
|                               | Lista Consumatori                                 | 6 876     | 0,27  | –  |  |  |  |  |  |
|                               | Totale coalizione                                 | 1 546 610 | 61,75 | 25 |  |  |  |  |  |
|                               | Forza Italia                                      | 424 050   | 16,93 | 6  |  |  |  |  |  |
|                               | Alleanza Nazionale                                | 314 882   | 12,57 | 4  |  |  |  |  |  |
|                               | Unione dei Democratici Cristiani e di Centro      | 147 569   | 5,89  | 2  |  |  |  |  |  |
|                               | Lega Nord – MPA                                   | 27 069    | 1,08  | –  |  |  |  |  |  |
|                               | Democrazia Cristiana per le Autonomie – Nuovo PSI | 17 316    | 0,69  | 1  |  |  |  |  |  |
|                               | Fiamma Tricolore                                  | 14 193    | 0,57  | –  |  |  |  |  |  |
|                               | Alternativa Sociale                               | 13 042    | 0,52  | –  |  |  |  |  |  |
|                               | Totale coalizione                                 | 958 121   | 38,25 | 13 |  |  |  |  |  |
| Totale                        | Totale                                            | 2 504 731 | 100   | 38 |  |  |  |  |  |
|                               |                                                   |           |       |    |  |  |  |  |  |
| Voti non validi               | Voti non validi                                   | 61 294    | 2,39  |    |  |  |  |  |  |
| Votanti                       | Votanti                                           | 2 566 025 | 87,45 |    |  |  |  |  |  |
| Elettori                      | Elettori                                          | 2 934 440 |       |    |  |  |  |  |  |
|                               |                                                   |           |       |    |  |  |  |  |  |
| Fonte: Ministero dell'interno |                                                   |           |       |    |  |  |  |  |  |

#### Eletti
| L'Ulivo |
| --- |
| |
| - Vannino Chiti - Giuliano Amato - Antonello Giacomelli - Marco Filippeschi - Michele Ventura - Rosy Bindi - Valdo Spini - Franco Ceccuzzi - Raffaella Mariani - Ermete Realacci - Alberto Fluvi - Marisa Nicchi - Silvia Velo - Andrea Rigoni - Rolando Nannicini - Claudio Franci - Elena Emma Cordoni - Andrea Lulli |

| Rifondazione Comunista                           |
| ------------------------------------------------ |
|                                                  |
| - Franco Giordano - Mercedes Frias - Mario Ricci |
|                                                  |
| Comunisti Italiani                               |
|                                                  |
| - Severino Galante                               |
|                                                  |
| Rosa nel Pugno                                   |
|                                                  |
| - Lanfranco Turci                                |
|                                                  |
| Federazione dei Verdi                            |
|                                                  |
| - Tana De Zulueta                                |
|                                                  |
| Italia dei Valori                                |
|                                                  |
| - Fabio Evangelisti                              |

| Forza Italia                                                                                            |
| --- |
| |
| - Paolo Bonaiuti - Denis Verdini - Roberto Tortoli - Giovanni Dell'Elce - Luigi Fabbri - Vincenzo Oliva |
| |
| Alleanza Nazionale                                                                                      |
| |
| - Riccardo Migliori - Marco Martinelli - Flavia Perina - Roberto Ulivi                                  |
| |
| Unione dei Democratici Cristiani                                                                        |
| |
| - Francesco Bosi - Maurizio Ronconi                                                                     |
| |
| DCA-Nuovo PSI                                                                                           |
| |
| - Lucio Barani                                                                                          |

### XVI legislatura

#### Risultati elettorali
|                               | Partito Democratico                   | 1 110 624 | 46,83 | 19 |  |  |  |  |  |
|                               | Italia dei Valori                     | 82 677    | 3,49  | 1  |  |  |  |  |  |
|                               | Totale coalizione                     | 1 193 301 | 50,32 | 20 |  |  |  |  |  |
|                               | Il Popolo della Libertà               | 749 011   | 31,58 | 15 |  |  |  |  |  |
|                               | Lega Nord                             | 48 278    | 2,04  | 1  |  |  |  |  |  |
|                               | Totale coalizione                     | 797 289   | 33,62 | 16 |  |  |  |  |  |
|                               | La Sinistra l'Arcobaleno              | 106 564   | 4,49  | –  |  |  |  |  |  |
|                               | Unione di Centro                      | 98 530    | 4,15  | –  |  |  |  |  |  |
|                               | La Destra - Fiamma Tricolore          | 68 394    | 2,88  | –  |  |  |  |  |  |
|                               | Partito Socialista                    | 26 722    | 1,13  | –  |  |  |  |  |  |
|                               | Partito Comunista dei Lavoratori      | 19 473    | 0,82  | –  |  |  |  |  |  |
|                               | Sinistra Critica                      | 14 510    | 0,61  | –  |  |  |  |  |  |
|                               | Partito Liberale Italiano             | 11 915    | 0,50  | –  |  |  |  |  |  |
|                               | Forza Nuova                           | 8 040     | 0,34  | –  |  |  |  |  |  |
|                               | Per il Bene Comune                    | 7 715     | 0,33  | –  |  |  |  |  |  |
|                               | Associazione per la Difesa della Vita | 7 607     | 0,32  | –  |  |  |  |  |  |
|                               | Unione Democratica per i Consumatori  | 6 531     | 0,28  | –  |  |  |  |  |  |
|                               | Movimento Europeo Diversamente Abili  | 5 037     | 0,21  | –  |  |  |  |  |  |
| Totale                        | Totale                                | 2 371 628 | 100   | 38 |  |  |  |  |  |
|                               |                                       |           |       |    |  |  |  |  |  |
| Voti non validi               | Voti non validi                       | 75 508    | 3,09  |    |  |  |  |  |  |
| Votanti                       | Votanti                               | 2 447 136 | 83,71 |    |  |  |  |  |  |
| Elettori                      | Elettori                              | 2 923 433 |       |    |  |  |  |  |  |
|                               |                                       |           |       |    |  |  |  |  |  |
| Fonte: Ministero dell'interno |                                       |           |       |    |  |  |  |  |  |

#### Eletti
| Partito Democratico |
| --- |
| |
| - Michele Ventura - Rosy Bindi - Gianni Cuperlo - Paolo Fontanelli - Antonello Giacomelli - Franco Ceccuzzi - Ermete Realacci - Donella Mattesini - Alberto Fluvi - Lido Scarpetti - Andrea Lulli - Andrea Rigoni - Raffaella Mariani - Luca Sani - Silvia Velo - Rosa De Pasquale - Maria Grazia Gatti - Rolando Nannicini - Susanna Cenni |
| |
| Italia dei Valori |
| |
| - Fabio Evangelisti |

| Il Popolo della Libertà |
| --- |
| |
| - Paolo Bonaiuti - Elio Vito - Riccardo Migliori - Denis Verdini - Marco Martinelli - Deborah Bergamini - Massimo Parisi - Flavia Perina - Riccardo Mazzoni - Roberto Tortoli - Maurizio Bianconi - Monica Faenzi - Gabriele Toccafondi - Lucio Barani - Alessio Bonciani |
| |
| Lega Nord |
| |
| - Luca Paolini |

| Unione di Centro                     |
| ------------------------------------ |
|                                      |
| - Nedo Lorenzo Poli - Francesco Bosi |

### XVII legislatura

#### Risultati elettorali
|                               | Partito Democratico              | 831 464   | 37,47 | 23 |  |  |  |  |  |
|                               | Sinistra Ecologia Libertà        | 84 033    | 3,79  | 2  |  |  |  |  |  |
|                               | Centro Democratico               | 6 882     | 0,31  | 1  |  |  |  |  |  |
|                               | Totale coalizione                | 922 379   | 41,57 | 26 |  |  |  |  |  |
|                               | Movimento 5 Stelle               | 532 699   | 24,01 | 5  |  |  |  |  |  |
|                               | Il Popolo della Libertà          | 388 046   | 17,49 | 4  |  |  |  |  |  |
|                               | Fratelli d'Italia                | 40 139    | 1,81  | 1  |  |  |  |  |  |
|                               | Lega Nord                        | 16 213    | 0,73  | –  |  |  |  |  |  |
|                               | La Destra                        | 12 688    | 0,57  | –  |  |  |  |  |  |
|                               | Moderati in Rivoluzione          | 2 484     | 0,11  | –  |  |  |  |  |  |
|                               | Totale coalizione                | 459 570   | 20,71 | 5  |  |  |  |  |  |
|                               | Scelta Civica                    | 153 551   | 6,92  | 2  |  |  |  |  |  |
|                               | Unione di Centro                 | 25 673    | 1,16  | –  |  |  |  |  |  |
|                               | Futuro e Libertà per l'Italia    | 7 943     | 0,36  | –  |  |  |  |  |  |
|                               | Totale coalizione                | 187 167   | 8,44  | 2  |  |  |  |  |  |
|                               | Rivoluzione Civile               | 59 778    | 2,69  | –  |  |  |  |  |  |
|                               | Fare per Fermare il Declino      | 21 260    | 0,96  | –  |  |  |  |  |  |
|                               | Partito Comunista dei Lavoratori | 15 032    | 0,68  | –  |  |  |  |  |  |
|                               | Forza Nuova                      | 6 884     | 0,31  | –  |  |  |  |  |  |
|                               | Amnistia Giustizia Libertà       | 5 843     | 0,26  | –  |  |  |  |  |  |
|                               | CasaPound                        | 4 519     | 0,20  | –  |  |  |  |  |  |
|                               | Io Amo l'Italia                  | 3 730     | 0,17  | –  |  |  |  |  |  |
| Totale                        | Totale                           | 2 218 861 | 100   | 38 |  |  |  |  |  |
|                               |                                  |           |       |    |  |  |  |  |  |
| Voti non validi               | Voti non validi                  | 65 855    | 2,88  |    |  |  |  |  |  |
| Votanti                       | Votanti                          | 2 284 716 | 79,19 |    |  |  |  |  |  |
| Elettori                      | Elettori                         | 2 885 048 |       |    |  |  |  |  |  |
|                               |                                  |           |       |    |  |  |  |  |  |
| Fonte: Ministero dell'interno |                                  |           |       |    |  |  |  |  |  |

#### Eletti
| Partito Democratico |
| --- |
| |
| - Maria Chiara Carrozza - Andrea Manciulli - Elisa Simoni - Marco Donati - Luca Lotti - Susanna Cenni - Dario Nardella - Maria Grazia Rocchi - Caterina Bini - Matteo Biffoni - Dario Parrini - Antonello Giacomelli - Luca Sani - Andrea Rigoni - Paolo Fontanelli - Maria Elena Boschi - Filippo Fossati - Luigi Dallai - David Ermini - Paolo Beni - Silvia Velo - Edoardo Fanucci - Federico Gelli |
| |
| Sinistra Ecologia Libertà |
| |
| - Martina Nardi - Marisa Nicchi |
| |
| Centro Democratico |
| |
| - Bruno Tabacci |

| Il Popolo della Libertà                                                 |
| ----------------------------------------------------------------------- |
|                                                                         |
| - Monica Faenzi - Massimo Parisi - Maurizio Bianconi - Marco Martinelli |
|                                                                         |
| Fratelli d'Italia                                                       |
|                                                                         |
| - Achille Totaro                                                        |

| Movimento 5 Stelle                                                                         |
| ------------------------------------------------------------------------------------------ |
|                                                                                            |
| - Alfonso Bonafede - Massimo Artini - Marco Baldassarre - Chiara Gagnarli - Samuele Segoni |

| Scelta Civica                  |
| ------------------------------ |
|                                |
| - Andrea Romano - Edoardo Nesi |

## Dal 2017

### Collegi elettorali

#### Dal 2017 al 2020
Alla circoscrizione sono attribuiti 38 seggi: 14 sono assegnati mediante sistema maggioritario, in altrettanti collegi uninominali; 24 mediante sistema proporzionale, all'interno di quattro collegi plurinominali.
| Collegi plurinominali | Collegi plurinominali | Collegi uninominali                                                                    |
| --------------------- | --------------------- | -------------------------------------------------------------------------------------- |
|                       | Toscana - 01          | - 05 - Prato - 06 - Pistoia - 08 - Massa - 09 - Lucca                                  |
|                       | Toscana - 02          | - 10 - Pisa - 11 - Poggibonsi - 13 - Livorno                                           |
|                       | Toscana - 03          | - 01 - Firenze centro - 02 - Firenze - Scandicci - 03 - Sesto Fiorentino - 04 - Empoli |
|                       | Toscana - 04          | - 07 - Arezzo - 12 - Siena - 14 - Grosseto                                             |

#### Dal 2020
In seguito alla riforma costituzionale del 2020 in tema di riduzione del numero dei parlamentari, alla circoscrizione sono attribuiti 24 seggi: 9 sono assegnati mediante sistema maggioritario, in altrettanti collegi uninominali; 15 mediante sistema proporzionale, all'interno di tre collegi plurinominali.
| Collegi plurinominali | Collegi plurinominali | Collegi uninominali                          |
| --------------------- | --------------------- | -------------------------------------------- |
|                       | Toscana - 01          | - 02 - Massa - 03 - Lucca - 06 - Prato       |
|                       | Toscana - 02          | - 01 - Grosseto - 05 - Livorno - 09 - Arezzo |
|                       | Toscana - 03          | - 04 - Pisa - 07 - Firenze - 08 - Scandicci  |

### XVIII legislatura

#### Risultati elettorali
|                            | Partito Democratico                         | 632 709   | 29,64 | 9  | 718 610   | 33,66 | 7  |  |  |
|                            | +Europa                                     | 61 915    | 2,90  | –  | 718 610   | 33,66 | 7  |  |  |
|                            | Italia Europa Insieme                       | 15 379    | 0,72  | –  | 718 610   | 33,66 | 7  |  |  |
|                            | Civica Popolare                             | 8 607     | 0,40  | –  | 718 610   | 33,66 | 7  |  |  |
|                            | Lega                                        | 372 139   | 17,43 | 4  | 685 060   | 32,09 | 7  |  |  |
|                            | Forza Italia                                | 213 185   | 9,99  | 3  | 685 060   | 32,09 | 7  |  |  |
|                            | Fratelli d'Italia                           | 88 438    | 4,14  | 1  | 685 060   | 32,09 | 7  |  |  |
|                            | Noi con l'Italia – UDC                      | 11 298    | 0,53  | –  | 685 060   | 32,09 | 7  |  |  |
|                            | Movimento 5 Stelle                          | 527 023   | 24,69 | 7  | 527 023   | 24,69 | –  |  |  |
|                            | Liberi e Uguali                             | 97 698    | 4,58  | 1  | 97 698    | 4,58  | –  |  |  |
|                            | Potere al Popolo!                           | 42 295    | 1,98  | –  | 42 295    | 1,98  | –  |  |  |
|                            | CasaPound                                   | 22 247    | 1,04  | –  | 22 247    | 1,04  | –  |  |  |
|                            | Partito Comunista                           | 22 157    | 1,04  | –  | 22 157    | 1,04  | –  |  |  |
|                            | Il Popolo della Famiglia                    | 10 538    | 0,49  | –  | 10 538    | 0,49  | –  |  |  |
|                            | Italia agli Italiani (FN - FT)              | 6 021     | 0,28  | –  | 6 021     | 0,28  | –  |  |  |
|                            | Per una Sinistra Rivoluzionaria (SCR - PCL) | 3 142     | 0,15  | –  | 3 142     | 0,15  | –  |  |  |
| Totale                     | Totale                                      | 2 134 791 | 100   | 25 | 2 134 791 | 100   | 14 |  |  |
|                            |                                             |           |       |    |           |       |    |  |  |
| Schede bianche             | Schede bianche                              | 21 117    | 0,96  |    |           |       |    |  |  |
| Schede nulle               | Schede nulle                                | 45 019    | 2,05  |    |           |       |    |  |  |
| Votanti                    | Votanti                                     | 2 200 927 | 77,03 |    |           |       |    |  |  |
| Elettori                   | Elettori                                    | 2 857 139 |       |    |           |       |    |  |  |
|                            |                                             |           |       |    |           |       |    |  |  |
| Fonte: Camera dei deputati |                                             |           |       |    |           |       |    |  |  |

#### Eletti

##### Eletti nei collegi uninominali
Eletti nella coalizione di centro-sinistra (PD - +EUR - Insieme - CP)
     Eletti nella coalizione di centro-destra (Lega - FI - FdI - NcI-UDC)
| Collegio uninominale | Eletto       | Eletto                   | Partito |
| -------------------- | ------------ | ------------------------ | ------- |
| 1. Firenze-Centro    |              | Gabriele Toccafondi      | AP      |
| 2. Firenze-Scandicci |              | Rosa Maria Di Giorgi     | PD      |
| 3. Sesto Fiorentino  |              | Roberto Giachetti        | PD      |
| 4. Empoli            |              | Luca Lotti               | PD      |
| 5. Prato             |              | Giorgio Silli            | FI      |
| 6. Pistoia           |              | Maurizio Carrara         | FI      |
| 7. Arezzo            |              | Felice Maurizio D'Ettore | FI      |
| 8. Massa             |              | Deborah Bergamini        | FI      |
| 9. Lucca             |              | Riccardo Zucconi         | FdI     |
| 10. Pisa             |              | Edoardo Ziello           | Lega    |
| 11. Poggibonsi       |              | Susanna Cenni            | PD      |
| 12. Siena            |              | Pier Carlo Padoan        | PD      |
| 12. Siena            | Enrico Letta |                          | PD      |
| 13. Livorno          |              | Andrea Romano            | PD      |
| 14. Grosseto         |              | Mario Lolini             | Lega    |

1. ↑  Aderisce al gruppo misto, componente «Civica Popolare-AP-PSI-Area Civica»; in data 19.09.2019 al gruppo Italia Viva - Italia C'è.
2. ↑  In data 19.09.2020 aderisce al gruppo Italia Viva - Italia C'è.
3. ↑  In data 06.05.2019 aderisce al gruppo misto, non iscritti; in data 10.05.2019 alla componente «Cambiamo! - 10 Volte Meglio»; in data 17.12.2019 torna nei non iscritti; in data 18.12.2019 aderisce alla componente «Noi con l'Italia-USEI-Cambiamo!-Alleanza di Centro»; in data 09.02.2021 torna nei non iscritti; in data 10.02.2021 aderisce alla componente Cambiamo!-Popolo Protagonista; in data 27.05.2021 a Coraggio Italia; in data 23.06.2022 torna nel gruppo misto, non iscritti; in data 28.06.2022 aderisce alla componente «Vinciamo Italia-Italia al Centro con Toti».
4. ↑  In data 19.11.2019 aderisce al gruppo Lega - Salvini Premier.
5. ↑  In data 27.05.2021 aderisce a Coraggio Italia; in data 23.06.2022 aderisce al gruppo misto, non iscritti; in data 28.06.2022 aderisce alla componente «Vinciamo Italia-Italia al Centro con Toti».
6. ↑  Dimissionario in data 04.11.2020 (nominato in consiglio di amministrazione UniCredit).
7. ↑  Dal 06.10.2021 (eletto in seguito a elezioni suppletive).

##### Eletti nei collegi plurinominali
| Collegio plurinominale | Partito Democratico                            | M5S                                   | Lega                  | Forza Italia        | Liberi e Uguali    | Fratelli d'Italia   |
| ---------------------- | ---------------------------------------------- | ------------------------------------- | --------------------- | ------------------- | ------------------ | ------------------- |
| Collegio plurinominale |                                                |                                       |                       |                     |                    |                     |
| 1. Toscana - 01        | - Antonello Giacomelli - Martina Nardi         | - Riccardo Ricciardi - Gloria Vizzini | - Guglielmo Picchi    | - Erica Mazzetti    | –                  | - Giovanni Donzelli |
| 2. Toscana - 02        | - Stefano Ceccanti - Lucia Ciampi              | - Francesco Berti                     | - Claudio Borghi      | –                   | –                  | –                   |
| 3. Toscana - 03        | - Laura Cantini - David Ermini - Filippo Sensi | - Alfonso Bonafede - Yana Chiara Ehm  | - Donatella Legnaioli | - Stefano Mugnai    | - Roberto Speranza | –                   |
| 4. Toscana - 04        | - Cosimo Maria Ferri - Alessia Rotta           | - Chiara Gagnarli - Luca Migliorino   | - Manfredi Potenti    | - Elisabetta Ripani | –                  | –                   |

1. ↑  Dimissionario in data 30.09.2020 (assume la carica di commissario per le infrastrutture e le reti dell'Autorità per le garanzie nelle comunicazioni); nella stessa data gli subentra Luca Sani.
2. ↑  In data 01.07.2019 aderisce al gruppo misto, non iscritti; in data 22.12.2020 alla componente «Centro Democratico - Italiani in Europa»; in data 04.03.2021 torna nei non iscritti.
3. ↑  In data 13.07.2022 aderisce al gruppo Insieme per il Futuro.
4. ↑  Dimissionario in data 25.09.2018 (assume la carica di vicepresidente del Consiglio superiore della magistratura); in data 26.09.2018 gli subentra Umberto Buratti.
5. ↑  In data 02.03.2022 aderisce al gruppo misto, non iscritti; in data 08.02.2022 alla componente «Manifesta, Potere al Popolo, Partito della Rifondazione Comunista - Sinistra Europea».
6. 1 2  In data 27.05.2021 aderisce al gruppo Coraggio Italia; in data 23.06.2022 aderisce al gruppo misto, non iscritti; in data 28.06.2022 aderisce alla componente «Vinciamo Italia-Italia al Centro con Toti».
7. ↑  In data 19.09.2019 aderisce al gruppo Italia Viva - Italia C'è.
8. ↑  In data 21.06.2022 aderisce al gruppo Insieme per il Futuro.

### XIX legislatura

#### Risultati elettorali
|                               | Fratelli d'Italia                                       | 487 156   | 25,94 | 4  | 724 534   | 38,58 | 7 |  |  |
|                               | Lega per Salvini Premier                                | 123 273   | 6,56  | 1  | 724 534   | 38,58 | 7 |  |  |
|                               | Forza Italia                                            | 104 749   | 5,58  | 1  | 724 534   | 38,58 | 7 |  |  |
|                               | Noi Moderati                                            | 9 356     | 0,50  | –  | 724 534   | 38,58 | 7 |  |  |
|                               | Partito Democratico - Italia Democratica e Progressista | 490 654   | 26,13 | 5  | 650 605   | 34,64 | 2 |  |  |
|                               | Alleanza Verdi e Sinistra                               | 95 985    | 5,11  | 1  | 650 605   | 34,64 | 2 |  |  |
|                               | +Europa                                                 | 54 392    | 2,90  | –  | 650 605   | 34,64 | 2 |  |  |
|                               | Impegno Civico – Centro Democratico                     | 9 574     | 0,51  | –  | 650 605   | 34,64 | 2 |  |  |
|                               | Movimento 5 Stelle                                      | 209 144   | 11,14 | 2  | 209 144   | 11,14 | – |  |  |
|                               | Azione - Italia Viva                                    | 176 513   | 9,40  | 1  | 176 513   | 9,40  | – |  |  |
|                               | Unione Popolare                                         | 42 087    | 2,24  | –  | 42 087    | 2,24  | – |  |  |
|                               | Italexit                                                | 32 274    | 1,72  | –  | 32 274    | 1,72  | – |  |  |
|                               | Italia Sovrana e Popolare                               | 29 233    | 1,56  | –  | 29 233    | 1,56  | – |  |  |
|                               | Vita                                                    | 13 600    | 0,72  | –  | 13 600    | 0,72  | – |  |  |
| Totale                        | Totale                                                  | 1 877 990 | 100   | 15 | 1 877 990 | 100   | 9 |  |  |
|                               |                                                         |           |       |    |           |       |   |  |  |
| Schede bianche                | Schede bianche                                          | 25 051    | 1,28  |    |           |       |   |  |  |
| Schede nulle                  | Schede nulle                                            | 58 240    | 2,97  |    |           |       |   |  |  |
| Votanti                       | Votanti                                                 | 1 961 281 | 69,75 |    |           |       |   |  |  |
| Elettori                      | Elettori                                                | 2 811 953 |       |    |           |       |   |  |  |
|                               |                                                         |           |       |    |           |       |   |  |  |
| Data: 25 settembre 2022       |                                                         |           |       |    |           |       |   |  |  |
| Fonte: Ministero dell'interno |                                                         |           |       |    |           |       |   |  |  |

#### Eletti

##### Eletti nei collegi uninominali
Eletti nella coalizione di centro-sinistra (PD-IDP - AVS - +E - IC-CD)
     Eletti nella coalizione di coalizione di centro-destra (FdI - LSP - FI - NM)
| Collegio uninominale | Eletto | Eletto            | Partito |
| -------------------- | ------ | ----------------- | ------- |
| 01 - Grosseto        |        | Fabrizio Rossi    | FdI     |
| 02 - Massa           |        | Elisa Montemagni  | LSP     |
| 03 - Lucca           |        | Riccardo Zucconi  | FdI     |
| 04 - Pisa            |        | Edoardo Ziello    | LSP     |
| 05 - Livorno         |        | Chiara Tenerini   | FI      |
| 06 - Prato           |        | Erica Mazzetti    | FI      |
| 07 - Firenze         |        | Federico Gianassi | PD      |
| 08 - Scandicci       |        | Emiliano Fossi    | PD      |
| 09 - Arezzo          |        | Tiziana Nisini    | LSP     |

##### Eletti nei collegi plurinominali
| Collegio plurinominale | Partito Democratico - IDP        | Fratelli d'Italia                      | M5S                  | Azione - Italia Viva | Lega               | Forza Italia        | Alleanza Verdi e Sinistra |
| ---------------------- | -------------------------------- | -------------------------------------- | -------------------- | -------------------- | ------------------ | ------------------- | ------------------------- |
| Collegio plurinominale |                                  |                                        |                      |                      |                    |                     |                           |
| Toscana - 01           | - Marco Furfaro                  | - Chiara La Porta - Alessandro Amorese | –                    | –                    | - Andrea Barabotti | - Deborah Bergamini | –                         |
| Toscana - 02           | - Laura Boldrini - Marco Simiani | - Francesco Michelotti                 | - Riccardo Ricciardi | –                    | –                  | –                   | –                         |
| Toscana - 03           | - Simona Bonafè - Arturo Scotto  | - Giovanni Donzelli                    | - Andrea Quartini    | - Francesco Bonifazi | –                  | –                   | - Nicola Fratoianni       |